# Akbar Sadeghi
Akbar Sadeghi (tiếng Ba Tư: اکبر صادقی) là một cầu thủ bóng đá người Iran, hiện tại thi đấu cho Padideh ở Iran Pro League. Anh thường thi đấu ở vị trí tiền vệ.

## Sự nghiệp câu lạc bộ
Sadeghi gia nhập Saba Qom năm 2011 sau khi trải qua mùa giải trước tại Sanati Kaveh.
| Thành tích câu lạc bộ | Thành tích câu lạc bộ | Thành tích câu lạc bộ | Giải vô địch | Giải vô địch | Cúp       | Cúp       | Châu lục | Châu lục  | Tổng cộng | Tổng cộng |
| Mùa giải              | Câu lạc bộ            | Giải vô địch          | Số trận      | Bàn thắng    | Số trận   | Bàn thắng | Số trận  | Bàn thắng | Số trận   | Bàn thắng |
| Iran                  | Iran                  | Iran                  | Giải vô địch | Giải vô địch | Cúp Hazfi | Cúp Hazfi | Châu Á   | Châu Á    | Tổng cộng | Tổng cộng |
| --------------------- | --------------------- | --------------------- | ------------ | ------------ | --------- | --------- | -------- | --------- | --------- | --------- |
| 2009–10               | Aluminium             | Hạng đấu 1            | 6            | 0            |           |           | –        | –         |           |           |
| 2010–11               | Sanati Kaveh          | Hạng đấu 1            | 22           | 0            |           |           | –        | –         |           |           |
| 2011–12               | Saba Qom              | Pro League            | 23           | 1            |           |           | –        | –         |           |           |
| 2012–13               | Saba Qom              | Pro League            | 26           | 2            | 1         | 0         | 1        | 0         | 28        | 2         |
| 2013–14               | Saba Qom              | Pro League            | 28           | 1            | 1         | 0         | –        | –         | 29        | 1         |
| 2014–15               | Padideh               | Pro League            | 26           | 3            | 3         | 0         | –        | –         | 29        | 3         |
| 2015–16               | Zob Ahan              | Pro League            | 15           | 1            | 3         | 0         | 0        | 0         | 18        | 1         |
| Tổng cộng sự nghiệp   | Tổng cộng sự nghiệp   | Tổng cộng sự nghiệp   | 146          | 8            | 8         | 0         | 1        | 0         | 155       | 8         |

- Kiến tạo

| Mùa giải | Đội bóng | Kiến tạo |
| -------- | -------- | -------- |
| 11–12    | Saba Qom | 1        |
| 12–13    | Saba Qom | 0        |